# Сущенко, Евгений Алексеевич
Евге́ний Алексе́евич Сущенко (3 марта 1912, Сычёвка, Смоленская губерния — 2004, Москва) — российский тромбонист и композитор, солист Государственного симфонического оркестра СССР, заслуженный артист РСФСР.

## Биография
С 1933 по 1935 год Евгений Сущенко был солистом симфонического оркестра ЦДКА, с 1946 по 1982 год занимал место солиста Государственного симфонического оркестра СССР. В 1940 году он окончил Институт повышения квалификации при музыкальных коллективах СССР по классу Владислава Блажевича. Во время Великой Отечественной войны Сущенко руководил Краснофлотским концертным ансамблем, сочинив для него ряд музыкальных композиций, песен и маршей. Под его руководством ансамбль дал около 1500 концертов для моряков Черноморского флота, награждён орденом Красной звезды. В 1968 году Евгению Сущенко было присвоено звание заслуженный артист РСФСР. С Отдельным военным оркестром ВМФ СССР записал несколько пластинок со своими произведениями.
Сын Станислав (р. 20.03.1936) — валторнист, солист Московского симфонического оркестра и Большого симфонического оркестра Всесоюзного радио и телевидения.